# Chindbettipass
Der Chindbettipass ist ein 2623 m ü. M. hoher Gebirgspass in der Gruppe des Wildstrubels im Berner Oberland, Schweiz. Er verbindet die oberhalb von Adelboden gelegene Engstligenalp im Westen mit dem oberen Ueschinental, das nach Kandersteg hinunterführt.
Der Pass liegt zwischen Tierhörnli (Tierhöri, 2894 m) und Chindbettihorn (Chindbettihore, 2691 m) auf dem Engstligengrat (Entschligegrat) genannten Höhenzug, der vom 3146 m hohen Steghorn nordwärts herabzieht. Über den Pass führt ein Steig im Schwierigkeitsgrad T3 der SAC-Wanderskala.
Alpinistische Bedeutung hat der Pass als Zugang aus dem Adelbodener Tal (Engstligenalp) zur Lämmerenhütte auf der Südseite des Wildstrubels. Bei diesem Übergang werden der spaltenarme Tälligletscher im hintersten Ueschinental und die 2900 m hohe Rote Totz Lücke überschritten (ca. 4 Stunden von Hütte zu Hütte). Die 2500 Meter hoch gelegene Lämmerenhütte ist ein idealer, hoch gelegener Ausgangspunkt für die Überschreitung der drei fast gleich hohen Gipfel des Wildstrubels (3243 m) zur Engstligenalp. Von der Rote Totz Lücke oder der Lämmerenhütte kann auch über den Gemmipass nach Leukerbad ins Wallis abgestiegen werden.